# Brštanica
Brštanica (v srbské cyrilici Брштаница) je vesnice v općině Neum na jihu Bosny a Hercegoviny. Nachází se mimo hlavní tahy, v blízkosti národního parku Hutovo Blato.
V roce 1991 měla Brštanica celkem 112 obyvatel, kteří jsou většinou chorvatské národnosti. V sčítání lidu v roce 2013 zde bylo zaznamenáno 69 stálých obyvatel.
V blízkosti obce se nachází pole středověkých náhrobních kamenů, tzv. stećků, které je považováno za národní kulturní památku. Od konce 19. století má Brštanica i úzkorozchodnou železniční trať. Na počátku století dvacátého pak vznikla řada staveb využívaných v okolí pro zavlažování vyprahlé krajiny.